# Christian Leopold

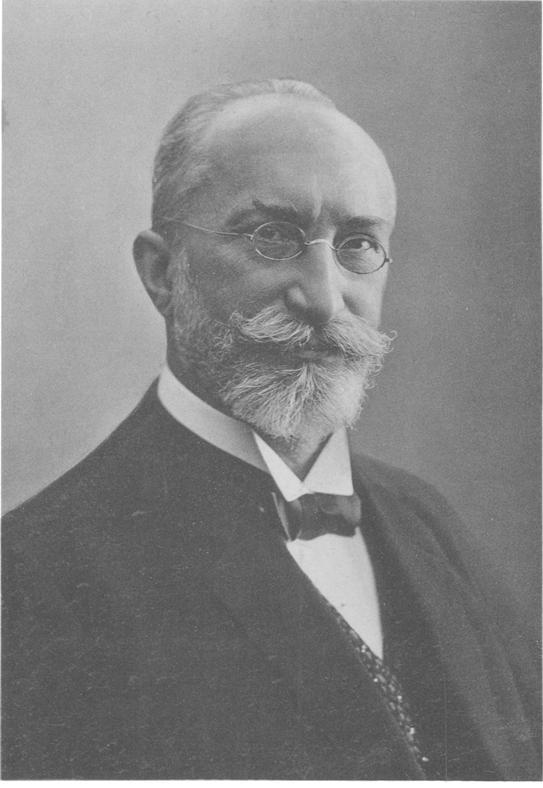
Gerhard Leopold

Christian Gerhard Leopold (* 24. Februar 1846 in Meerane; † 12. September 1911 in Bärenburg) war ein deutscher Gynäkologe; nach ihm sind die Leopold-Handgriffe benannt, die der Lagebestimmung des Ungeborenen im Mutterleib vor der Geburt dienen.

## Leben und Leistungen
Christian Leopold war einer der bedeutendsten deutschen Gynäkologen Ende des neunzehnten Jahrhunderts. Als Sohn eines praktischen Arztes in Sachsen geboren, studierte er von 1865 bis 1870 Medizin in Leipzig, wo er stark von Carl Siegmund Franz Credé beeinflusst wurde, seinem Professor in Geburtshilfe und Frauenheilkunde und späteren Schwiegervater. 1870 wurde ihm der Doktortitel verliehen. Nach Teilnahme am Deutsch-Französischen Krieg ging er zur Weiterbildung nach Breslau, Wien, London und Edinburgh und habilitierte sich 1873 in Leipzig im Fach Geburtshilfe. Von 1877 bis 1883 bildete er an der Frauenklinik in Leipzig Hebammen in Geburtshilfe aus, aber bereits 1883 wurde er als außerordentlicher Professor an die Universität Leipzig berufen. Im gleichen Jahr wurde er als Leiter der Königlichen Frauenklinik und Hebammenlehranstalt in Dresden berufen, als Nachfolger von Franz von Winckel. Unter seiner Leitung entwickelte sich die Dresdner Frauenklinik zu einer der führenden Krankenhäuser in Deutschland.
Die meisten seiner Artikel erschienen im Archiv für Gynäkologie. Nach Credés Tod war er ab 1894 zusammen mit Adolf Gusserow Herausgeber dieser Zeitschrift. Zusammen mit Credé und Paul Zweifel gab er weit verbreitete Lehrbücher für Geburtshilfe heraus. Leopold verstarb 1911 nach einem „Herzanfall“ in Bärenburg und wurde auf dem Johannisfriedhof in Dresden beigesetzt.

## Ehrungen
1893 wurde er zum Mitglied der Deutschen Akademie der Naturforscher Leopoldina gewählt.

## Werke
- Studien über die Uterusschleimhaut während Menstruation, Schwangerschaft und Wochenbett. Berlin 1878.
- Das skoliotisch- und kyphoskoliotisch-rachitische Becken. Leipzig 1879.
- Der Kaiserschnitt und seine Stellung zur künstlichen Frühgeburt. 1886–1897.
- Über die Annäherung der retroflektierten aufgerichteten Gebärmutter an der vorderen Bauchwand: In: Volkmann’s Sammlung klinischer Vorträge. Leipzig 1889.
- Arbeiten aus der königlichen Frauenklinik in Dresden. 4 Bände. Leipzig 1893–1907.
- Uterus und Kind. 2 Bände. Leipzig 1897.